# احمد فرهودی
احمد فرهودی (۱۳۲۰ – ۲۰ اسفند ۱۳۴۹) چریک و مبارز مارکسیست، از اعضای بنیانگذار سازمان چریکهای فدایی خلق و معاون عملیات تیم جنگل در عملیات سیاهکل بود.

## زندگی و فعالیت
احمد فرهودی در سال ۱۳۲۰ در ساری متولد شد. وی کارمند ادارهٔ دارایی ساری بود و در سال ۱۳۴۶ فعالیت خود را در گروه احمدزاده-پویان شروع کرد. گرچه پیش از این تاریخ فعالیت‌های پراکنده‌ای نیز داشت، ولی فعالیت سیاسی – تشکیلاتی وی در خط فدایی مربوط به مشارکت در ایجاد گروه احمدزاده-پویان (با حضور مسعود احمدزاده، عباس مفتاحی و امیرپرویز پویان) می‌باشد.

### عملیات سیاهکل
احمد فرهودی در سال ۱۳۴۹ در جریان مصادرهٔ بانک ونک با چند چریک فدایی دیگر، کاظم سلاحی، احمد زیبرم و حمید توکلی همکاری کرده و نقشی اساسی داشت. وی در جریان عملیات سیاهکل در سال ۱۳۴۹ به تیم جنگل پیوسته و به معاونت تیم رسید.

### دستگیری
پس از عملیات حمله به پاسگاه ژاندارمری سیاهکل، بازماندگان تیم کوه به سوی ارتفاعات عقب‌نشینی کرد. برای تأمین آذوقهٔ گروه انبارکی در قلهٔ کاکوه توسط ایرج نیری -معلم روستایی- پیش‌بینی و ایجاد شده‌بود. اما ایرج نیری دستگیر شده‌بود و زیر شکنجه نیروهای رژیم شاه به محل انبارک آذوقه پی برده‌بودند. ۵ نفر از اعضای تیم کوه که به محل انبارک آذوقه مراجعه می‌کنند به محاصرهٔ هلیکوپترها درمی‌آیند. یکی از این ۵ چریک به نام عباس دانش بهزادی موفق به فرار از مهلکه می‌شود، اما ۴ نفر دیگر در محاصره ۴۸ ساعت مقاومت می‌کنند. پس از اتمام مهمات‌شان، دو چریک به نام‌های مهدی اسحاقی و محمدرحیم سماعی با عملیات فدایی نارنجک به خود بسته و ضمن کشتن چند تن از نیروهای رژیم شاه، کشته می‌شوند. دو چریک دیگر محمدعلی محدث قندچی و احمد فرهودی بودند که زنده به دست نیروهای رژیم می‌افتند.

## تیرباران
احمد فرهودی پس از بازداشت به تهران منتقل شده و تحت شکنجه قرار گرفت. وی پس از دستگیری در جریان حمله به پاسگاه سیاهکل، در سپیده دم ۲۶ اسفند ۱۳۴۹ به دست رژیم محمدرضاشاه تیرباران گردید. محل دفن وی در قطعه ۳۳ بهشت زهرا در تهران است.